# Mareca sibilatrix
Mareca sibilatrix е вид птица от семейство Патицови (Anatidae).

## Разпространение
Видът е разпространен в Аржентина, Бразилия, Уругвай, Фолкландски острови и Чили.